# Eurypoda unicolor
Eurypoda unicolor är en skalbaggsart. Eurypoda unicolor ingår i släktet Eurypoda och familjen långhorningar. Utöver nominatformen finns också underarten E. u. unicolor.